# Scottish FA Cup 1927/28
Der Scottish FA Cup wurde 1927/28 zum 50. Mal ausgespielt. Der wichtigste Fußball-Pokalwettbewerb im schottischen Vereinsfußball wurde vom Schottischen Fußballverband geleitet und ausgetragen. Er begann am 21. Januar 1928 und endete mit dem Finale am 14. April 1928 im Hampden Park von Glasgow. Als Titelverteidiger startete Celtic Glasgow in den Wettbewerb, das im Finale des Vorjahres gegen den Zweitligisten FC East Fife gewonnen hatte. Im diesjährigen Endspiel um den Schottischen Pokal standen sich die beiden Erzrivalen Celtic und die Rangers im Old Firm gegenüber. Es war nach 1894, 1899, 1904 und 1909 das 5. Finalderby der beiden Vereine aus Glasgow. Für Celtic war es das insgesamt 20. Endspiel seit 1889 im schottischen Pokal. Die Rangers erreichten zum 12. Mal seit 1877 das Endspiel. Die Rangers gewannen das Finale mit 4:0. Die schottische Meisterschaft im gleichen Jahr gewannen ebenfalls die Rangers zum insgesamt 16. Mal in ihrer Vereinsgeschichte. Er war damit das erste Double in der Vereinsgeschichte. Celtic wurde Vizemeister.

## 1. Runde
Ausgetragen wurden die Begegnungen am 21. Januar 1928. Die Wiederholungsspiele fanden am 25. Januar 1928 statt.
|                            | Ergebnis |                       |
| -------------------------- | -------- | --------------------- |
| Albion Rovers              | 5:1      | University of Glasgow |
| Alloa Athletic             | 2:0      | FC Fraserburgh        |
| FC Arbroath                | 2:3      | Nithsdale Wanderers   |
| FC Armadale                | 3:1      | Berwick Rangers       |
| Ayr United                 | 2:0      | FC Bo’ness            |
| FC Beith                   | 1:4      | Airdrieonians FC      |
| Brechin City               | 3:1      | Lochgelly United      |
| Celtic Glasgow             | 3:1      | FC Bathgate           |
| FC Civil Service Strollers | 0:3      | FC King’s Park        |
| FC Clydebank               | 0:3      | Dunfermline Athletic  |
| FC Cowdenbeath             | 12:0     | FC Johnstone          |
| FC Dumbarton               | 2:3      | Hamilton Academical   |
| FC East Fife               | 1:1      | Dundee United         |
| FC East Stirlingshire      | 0:6      | Glasgow Rangers       |
| FC Falkirk                 | 3:1      | FC St. Bernard’s      |
| Forfar Athletic            | 2:1      | Queen of the South    |
| Forres Mechanics           | 2:1      | Elgin City            |
| Heart of Midlothian        | 2:2      | FC St. Johnstone      |
| Hibernian Edinburgh        | w/o      | FC Dykehead           |
| FC Huntly                  | 0:3      | FC Motherwell         |
| FC Keith                   | 5:2      | FC Dalbeattie Star    |
| Leith Athletic             | 2:3      | FC Kilmarnock         |
| FC Montrose                | 0:5      | FC Stenhousemuir      |
| Greenock Morton            | 7:3      | FC Mid Annandale      |
| Partick Thistle            | 9:1      | FC Caledonian         |
| FC Queen’s Park            | 2:0      | FC Arthurlie          |
| Raith Rovers               | 4:3      | FC Aberdeen           |
| FC St. Mirren              | 6:1      | FC Clyde              |
| FC Stranraer               | 2:4      | FC Dundee             |
| Third Lanark               | 10:0     | FC Clackmannan        |
| FC Vale of Atholl          | 2:1      | FC Newton Stewart     |
| FC Vale of Leven           | 1:2      | Leith Amateurs        |

### Wiederholungsspiele
|                  | Ergebnis  |                     |
| ---------------- | --------- | ------------------- |
| Dundee United    | 2:1       | FC East Fife        |
| FC St. Johnstone | 0:1 n. V. | Heart of Midlothian |

## 2. Runde
Ausgetragen wurden die Begegnungen am 4. Februar 1928. Die Wiederholungsspiele fanden am 8. Februar 1928 statt.
|                      | Ergebnis |                     |
| -------------------- | -------- | ------------------- |
| Airdrieonians FC     | 2:1      | Hamilton Academical |
| FC Armadale          | 2:4      | FC King’s Park      |
| Ayr United           | 2:4      | FC Falkirk          |
| Brechin City         | 1:4      | Albion Rovers       |
| Dundee United        | 3:3      | FC Dundee           |
| Dunfermline Athletic | 3:1      | Leith Amateurs      |
| Forfar Athletic      | 1:2      | FC Kilmarnock       |
| Heart of Midlothian  | 7:0      | Forres Mechanics    |
| FC Keith             | 1:6      | Celtic Glasgow      |
| FC Motherwell        | 2:2      | Raith Rovers        |
| Partick Thistle      | 4:0      | Nithsdale Wanderers |
| FC Queen’s Park      | 4:1      | Greenock Morton     |
| Glasgow Rangers      | 4:2      | FC Cowdenbeath      |
| FC Stenhousemuir     | 1:2      | Alloa Athletic      |
| FC St. Mirren        | 5:1      | FC Vale of Atholl   |
| Third Lanark         | 0:2      | Hibernian Edinburgh |

### Wiederholungsspiele
|              | Ergebnis |               |
| ------------ | -------- | ------------- |
| FC Dundee    | 1:0      | Dundee United |
| Raith Rovers | 1:2      | FC Motherwell |

## Achtelfinale
Ausgetragen wurden die Begegnungen am 18. Februar 1928. Die Wiederholungsspiele fanden am 22. Februar 1928 statt.
|                     | Ergebnis |                      |
| ------------------- | -------- | -------------------- |
| Albion Rovers       | 3:1      | Airdrieonians FC     |
| Celtic Glasgow      | 2:0      | Alloa Athletic       |
| FC Dundee           | 1:2      | Dunfermline Athletic |
| Heart of Midlothian | 1:2      | FC Motherwell        |
| Hibernian Edinburgh | 0:0      | FC Falkirk           |
| FC Kilmarnock       | 4:4      | FC Queen’s Park      |
| Glasgow Rangers     | 3:1      | FC King’s Park       |
| FC St. Mirren       | 0:5      | Partick Thistle      |

### Wiederholungsspiele
|                 | Ergebnis  |                     |
| --------------- | --------- | ------------------- |
| FC Falkirk      | 0:1 n. V. | Hibernian Edinburgh |
| FC Queen’s Park | 1:0       | FC Kilmarnock       |

## Viertelfinale
Ausgetragen wurden die Begegnungen am 3. März 1928.
|                      | Ergebnis |                     |
| -------------------- | -------- | ------------------- |
| Albion Rovers        | 0:1      | Glasgow Rangers     |
| Dunfermline Athletic | 0:4      | Hibernian Edinburgh |
| FC Motherwell        | 0:2      | Celtic Glasgow      |
| FC Queen’s Park      | 1:0      | Partick Thistle     |

## Halbfinale
Ausgetragen wurden die Begegnungen am 24. März 1928.
|                 | Ergebnis |                     |
| --------------- | -------- | ------------------- |
| Celtic Glasgow  | 2:1      | FC Queen’s Park     |
| Glasgow Rangers | 3:0      | Hibernian Edinburgh |

## Finale
| Glasgow Rangers                          | Glasgow Rangers | Celtic Glasgow | Celtic Glasgow |
| ---------------------------------------- | --- | --- | -------------- |
| Glasgow Rangers                          | \| Finale \| \| 14. April 1928 in Glasgow (Hampden Park) \| \| Ergebnis: 4:0 (0:0)[1] \| \| Zuschauer: 118.115 \| \| Spielbericht \|                                                          | \| Finale \| \| 14. April 1928 in Glasgow (Hampden Park) \| \| Ergebnis: 4:0 (0:0)[1] \| \| Zuschauer: 118.115 \| \| Spielbericht \|                                                          | Celtic Glasgow |
| Glasgow Rangers                          | Tom Hamilton – Dougie Gray, Robert Hamilton, Jock Buchanan, David Meiklejohn, Tully Craig, Sandy Archibald, Andy Cunningham, Jimmy Fleming, Bob McPhail, Alan Morton Cheftrainer: Bill Struth | John Thomson – Willie McStay, John Donoghue, Peter Wilson, Jimmy McStay, John McFarlane, Patrick Connolly, Alec Thomson, Jimmy McGrory, Tommy McInally, Adam McLean Cheftrainer: Willie Maley | Celtic Glasgow |
| Glasgow Rangers                          | Sandy Archibald David Meiklejohn Bob McPhail | | Celtic Glasgow |
| Finale                                   | | |                |
| 14. April 1928 in Glasgow (Hampden Park) | | |                |
| Ergebnis: 4:0 (0:0)                      | | |                |
| Zuschauer: 118.115                       | | |                |
| Spielbericht                             | | |                |